# Mafra, Bồ Đào Nha
Mafra là một huyện thuộc tỉnh Lisboa, Bồ Đào Nha. Huyện này có diện tích 292 km², dân số thời điểm năm 2001 là 54358 người.